# Prémontré
Prémontré – miejscowość i gmina we Francji, w regionie Hauts-de-France, w departamencie Aisne.

## Demografia
Według danych na rok 1990 gminę zamieszkiwało 1070 osób, a gęstość zaludnienia wynosiła 128 osób/km². W styczniu 2014 roku Prémontré zamieszkiwało 780 osób, przy gęstości zaludnienia wynoszącej 93,3 osób/km².

## Historia i zakony
W Prémontré, Norbert z Xanten założył wspólnotę kanoników regularnych Ordo Novus zwaną od miejscowości: premonstratensami, a od imienia założyciela: norbertanami.